# Henn Saari
Henn Saari (bis 1935 Henn Speek, * 15. Februar 1924 in Narva; † 8. September 1999 in Tallinn) war ein estnischer Linguist.

## Leben
Henn Saari ging in Narva und Tallinn zur Schule und machte während der deutschen Besatzung von Estland 1942 Abitur. Bald danach musste er zum Arbeitsdienst nach Deutschland, konnte jedoch 1943 zurückkehren und sich in der Universität Tartu immatrikulieren. Allerdings kam er nicht zum Studieren, da die Besatzungsmacht einen weiteren Arbeitseinsatz für ihn vorsah und ihn im Sommer 1944 obendrein einberief. Erst nach Kriegsende konnte er bis 1950 in Tartu studieren. Kurz vor dem Abschlussexamen wurde er indes mit dem Verweis auf seine Vergangenheit in der Besatzerarmee exmatrikuliert, und auch sein Abiturzeugnis aus der Besatzungszeit wurde annulliert.
Die erste Hälfte der 1950er-Jahre hielt Saari sich daraufhin mit verschiedenen Arbeiten über Wasser. 1956 konnte er sein Fernabitur ablegen und danach ein Fernstudium an der Universität Tartu aufnehmen, das er 1963 als Lehrer für Estnische Sprache und Literatur abschloss. Es folgten drei Jahre im Schuldienst, ehe er 1959 sprachwissenschaftlicher Redakteur bei der Zeitschrift Keel ja Kirjandus wurde. Hier arbeitete er gut anderthalb Jahrzehnte, 1975 wechselte er zum Institut für Sprache und Literatur (estn. Keele ja Kirjanduse Instituut, Abk. KKI), dem Vorläufer des heutigen Instituts für Estnische Sprache, wo er eine Anstellung als Wissenschaftler bekommen hatte. Auf dieser Position fertigte er 1982 seine Kandidatenarbeit zur estnischen Terminologie an, der 1998 die Verteidigung des Doktortitels mit einer Dissertation zur estnischen Morphologie folgte.
Anfang der 1990er-Jahre war Saari für einige Jahre Dozent an der Pädagogischen Hochschule in Tallinn.

## Werk
Saari war in vielen linguistischen Bereichen aktiv, jedoch galt sein besonderes Interesse terminologischen Fragen und der Sprachpflege, ein Gebiet, auf dem er nach Valter Tauli am meisten theoretische Arbeit geleistet hat. Er nahm zu vielen aktuellen Sprachfragen Stellung und erlangte durch eine populäre Radiosendung hierzu (seit 1969) zudem auch außerhalb von Fachkreisen einen großen Bekanntheitsgrad. Ebenso wirkte er auch im politischen Bereich, sei es in einer Kommission für Tallinner Straßennamen oder als einer der Initiativnehmer des estnischen Sprachgesetzes von 1989.
Henn Saari übersetzte auch Literatur, beispielsweise stammt von ihm die estnische Übersetzung von Lion Feuchtwangers Die Jüdin von Toledo.

## Auszeichnungen
- 1989 Ferdinand-Johann-Wiedemann-Preis
- 1996 Wissenschaftspreis der Republik Estland
- 1999 Lebenswerkpreis der Stiftung Offenes Estland (Avatud Eesti Fond)
- 1999 Ehrenmitglied der Gesellschaft für Muttersprache

## Schriften (Auswahl)
- Kahe aasta keelemured, in: Keel ja Kirjandus 1/1963, S. 24–32; 2/1963, S. 76–82.
- Johannes Aaviku vanemate noomenitüvede saatusi, in: Keel ja Kirjandus 12/1970, S. 713–725.
- Sõnamoodustus, laenamine ja morfeemimoodustus, in: Keel ja Kirjandus 4/1974, S. 211–218.
- Algustähe ja jutumärkide reeglistamise alused, in: Keel ja Kirjandus 11/1974, S. 649–660.
- Kirjakeele saatus 1. Vaade sajandile, in: Keel ja Kirjandus 11/1979, S. 661–670; 12/1979, S. 712–723.
- Omasõna ja võõrsõna paarid eesti oskussõnavaras, in: Keel ja Kirjandus 11/1980, S. 654–666; 12/1980, S. 737–743.
- Omasõna ja võõrsõna paarid eesti oskussõnavaras (2). Omast vaatenurgast, in: Keel ja Kirjandus 4/1981, S. 201–210; 5/1981, S. 282–288.
- Historische Entlehnungssituationen des Estnischen. Tallinn: Akademie der Wissenschaften der Estnischen SSR 1985. 15 S. (Preprint KKI 33)
- Keelehääling. Tallinn: Valgus 1986. 182 S.
- Ein statistisches Modell der Vornamenwahl. Tallinn: Estnische Akademie der Wissenschaften 1990. 35 S. (Preprint KKI 67)
- Andrus Saareste keeled, in: Keel ja Kirjandus 6/1992, S. 324–337; 10/1992, S. 610–617; 11/1993, S. 657–666.
- Ein Weg zur Wortgrammatik am Beispiel des Estnischen. Erster Teil. Tallinn: Eesti Keele Instituut 1997. 340 S.
- Üks vormiõpetust (I). Vaimumõõgad, in: Keel ja Kirjandus 9/1998, S. 606–621.
- Üks vormiõpetust (II). Taksonoomia, in: Keel ja Kirjandus 2/1999, S. 80–87; 3/1999, S. 166–175.
- Kolm refleksiooni Urmas Sutropile, in: Keel ja Kirjandus 11/1999, S. 737–745.

## Sekundärliteratur
- Udo Uibo: Okasroosike. Henn Saari 60. sünnipäevaks, in: Keel ja Kirjandus 2/1984, S. 108–110.
- Vastuseid jõulueelses meeleolus. Kiriusutelu Henn Saariga, in: Keel ja Kirjandus 2/1994, S. 107–110.
- Paul Alvre: Eesti keele sõnagrammatikast, in: Keel ja Kirjandus 5/1998, S. 345–349.
- Asta Õim, Peeter Päll: Henn Saari, in: Keel ja Kirjandus 11/1999, S. 805–806.